# Хабиас, Нина Петровна
Ни́на Петро́вна Хабиа́с (при рождении Комарова, в первом браке Оболенская; 1892, Москва — около 1943) — русская поэтесса-футуристка, племянница Ольги Форш.

## Биография и творчество
Родилась 6 (18) июля 1892 года в Москве в семье полковника Петра Дмитриевича Комарова (1870—1914), погибшего в бою у Шталлупёнена и посмертно произведённого в генерал-майоры, и его жены Натальи Ивановны, урождённой Вениаминовой. Отец был сыном генерал-лейтенанта Дмитрия Виссарионовича Комарова и приходился троюродным братом о. Павлу Флоренскому.
Закончила Смольный институт в 1911 году с серебряной медалью, затем два года училась на юридическом факультете московских Высших женских курсов В. А. Полторацкой. При правительстве Колчака — сестра милосердия егерского батальона особого назначения. Согласно позднейшему следственному делу Хабиас, в это время состояла в браке с врачом Степаном Платоновичем Оболенским.
В 1919 году познакомилась в Омске с гастролировавшим по Сибири Давидом Бурлюком, повлиявшим на её творчество (другим своим учителем называла Алексея Кручёных). С 1919 года служила в комитете по ликвидации неграмотности в Иркутске при Политотделе 5 армии. Тогда же стала кандидатом в члены ВКП(б) (выбыла в 1921 году). В 1921 году участвовала в коллективном сборнике иркутской группы «Барка поэтов» «Отчетный сборник стихов группы иркутских поэтов на 1921 год» (машинопись из собрания Б. С. Шостаковича); в сборнике участвовали также С. А. Алякринский, А. И. Венедиктов, М. Н. Имрей-Горин, А. Д. Мейсельман, Н. М. Подгоричани, Е. И. Титов, И. К. Славнин, Н. П. Шастина и др.
В 1921 году вернулась в Москву, служила во Всероссийской чрезвычайной комиссии по ликвидации безграмотности, выступала с чтением своих стихов в кафе «Домино», в поэтических кругах носила прозвище «Нибу» и «Ноки», называла себя поэтессой-беспредметницей, некоторыми критиками причислялась к ничевокам. В конце 1921 издала сборник стихотворений «Стихетты» под псевдонимом «Нина Хабиас». Быстро приобрела скандальную известность, за эпатаж и использование в стихах обсценной лексики получила прозвище «Графиня Похабиас» и репутацию «Баркова в юбке»(возможно, преувеличенную). Так как сборник «Стихетты» вышел без цензурного разрешения, поэтесса, вместе со своим гражданским мужем, поэтом Иваном Грузиновым, также обвинённом в публикации без цензуры, была арестована и провела два месяца в Бутырской тюрьме.
В дальнейшем дважды печаталась в коллективных поэтических сборниках (1922, 1924), вторую книгу стихотворений издала в 1926 году под именем «Н. Оболенская». В начале 1930-х годов вышла замуж (в третий раз) за художника-иллюстратора Константина Гольштейна (1881—1944, репрессирован).
В 1937 году была арестована и 25 ноября 1937 года по обвинению в антисоветской агитации осуждена на 10 лет. Отбывала срок в Сиблаге, после освобождения из лагеря в 1942 году жила в туркменском городе Мары (Мерв). Последние упоминания о ней относятся к 1943 году. Реабилитирована 26 мая 1989 года на основании Указа Президиума Верховного Совета СССР от 16 января 1989 года.

## Адреса в Москве
- Б.Никитская 24, кв. 37 (на 1924, «приглашала к себе, в закрепленную за ней громадную квартиру»[14])
- ул. Веснина, д. 7, кв. 5 (на момент ареста в 1937 году)

## Книги
- Хабиас-Комарова. Стихетты. — Петроград: Беспредметники, 1922. — 10 с. — 100 экз.
- Оболенская Н. Стихи. — М., 1926. — 32 с.

Обложка сборника «Стихетты» (1922), художник Г. А. Ечеистов

- Хабиас (Оболенская), Нина. Собрание стихотворений. — М.: Совпадение, 1997.
- Chabias, Nina. Guttapercha des gansehautigen Gehanges. Gedichte. — Leipzig: Leipziger Literaturverlag, 2008. — ISBN 978-3-86660-042-3.